# Portrait de Francesco Sassetti avec son fils Teodoro
Portrait de Francesco Sassetti avec son fils Teodoro (en italien : Ritratto di Francesco Sassetti con il figlio Teodoro) est un tableau du peintre florentin de la Renaissance Domenico Ghirlandaio, une tempera sur bois réalisée vers 1488 et conservée au Metropolitan Museum of Art de New York depuis 1949 par le legs de la Jules Bache  Collection.

## Description
Ce portrait représentant un homme et son jeune fils est considéré comme l'un des premiers portraits du début de la Renaissance. En haut du tableau, sur la bordure perspective du faux encadrement, se trouve une inscription latine  désignant le contenu du portrait : FRAN[CISCV]S SAXETTVS THEODORVSQVE F[ILIVS] :
Le sujet de la toile est Francesco Sassetti (1421-1490), un banquier et mécène italien qui a travaillé à la Banque des Médicis, représenté avec son fils Teodoro. En arrière-plan, sont visibles de part et d'autre de la tête de Sassetti,  au-delà d'une rive de lac arborée, à gauche une colline avec une église au sommet et un oratoire à son pied sur le modèle que Sassetti aurait fait construire à Genève,  à droite un port fortifié et ses tours, le tout sur un fond de nombreuses montagnes bleutées aux flancs tombant dans le lac.
Ce tableau est souvent comparé à un autre du même peintre : Portrait d'un vieillard et d'un jeune garçon de 1490, conservé au musée du Louvre à Paris.